# Antonio Adipe
Antonio R. Adipe Marrone (ur. 24 kwietnia 1912 w Montevideo) – urugwajski bokser.
Uczestniczył w Letnich Igrzyskach Olimpijskich w 1936 roku. Przegrał w drugiej rundzie w wadze półciężkiej z Thomasem Griffinem z Wielkiej Brytanii.